# Aeródromo Pozo Brujo
El Aeródromo Pozo Brujo (OACI: SCZB) es un terminal aéreo ubicado en las proximidades de la ciudad de  La Unión, Provincia de Ranco, Región de Los Lagos, Chile. Es de propiedad privado.